# Angria

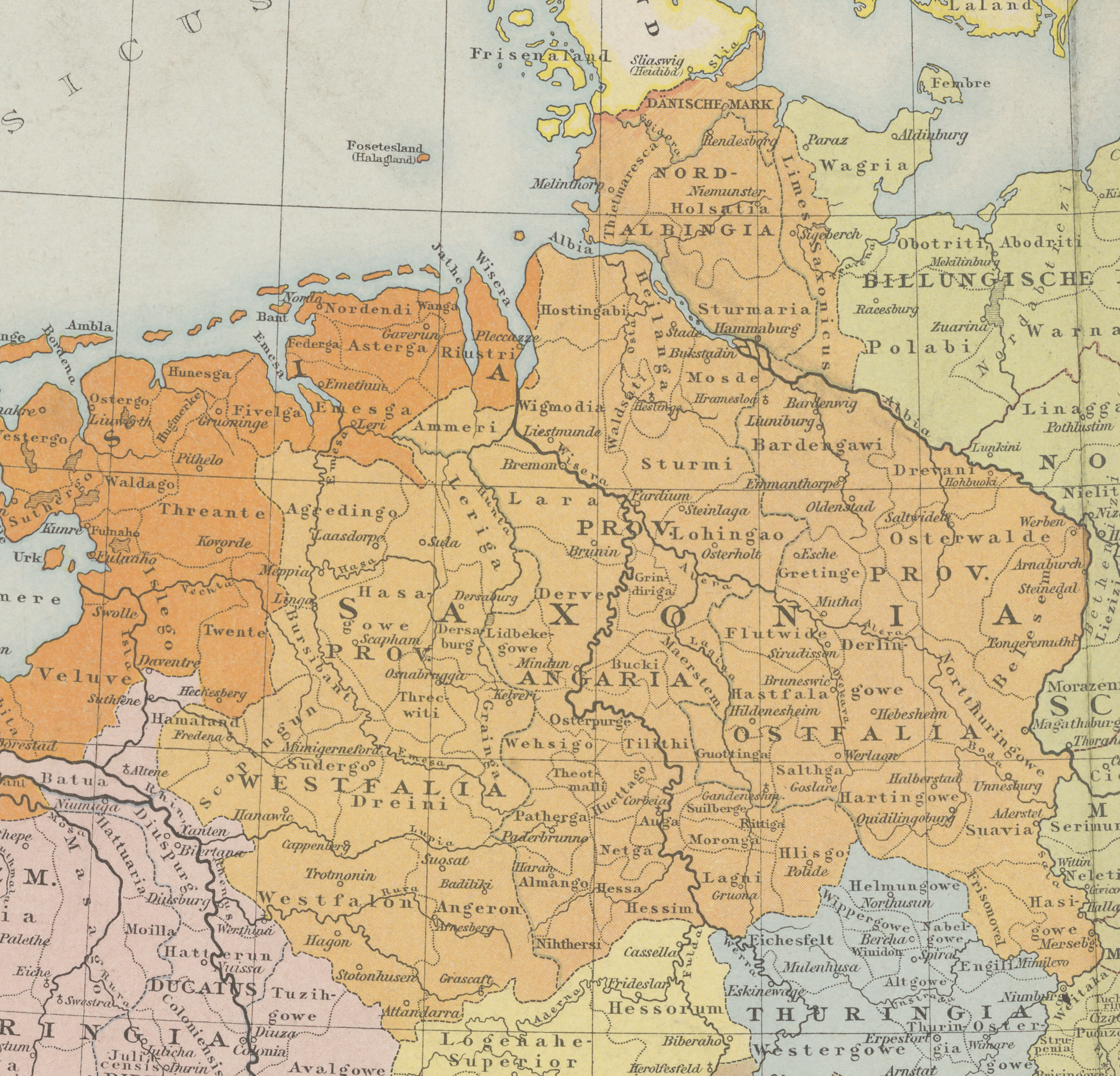
Ducatul de Saxonia, în jur de 1000

Angria sau Angaria (în germană: Engern) reprezintă o regiune istorică în landurile actuale germane Saxonia Inferioară și Renania de Nord-Westfalia. Cronicarul Widukind de Corvey, în a sa Res gestae saxonicae sive annalium libri tres o desemnează ca regiunea centrală a Ducatului medieval de Saxonia, de-a lungul traseului de mijloc al râului Weser între Westfalia și Estfalia. Numele său derivă de la tribul germanic al angrivarilor, care s-au raliat confederației tribale a saxonilor, și era concentrată în jurul orașului Minden, reședință a episcopiei de Minden din anul 803.
Teritoriile angrivarilor au fost ocupate de către Carol cel Mare în cadrul războaielor saxone ale acestuia; potrivit Annales regni Francorum, conducătorii angrieni au încheiat o pace separată cu carolingienii în apropiere de Bückeburg în 775. În cursul depunerii ducelui saxon Henric Leul de către împăratul Frederic Barbarossa în 1180, cele mai multe teritorii din Angria au fost incluse în Ducatul de Westfalia, aflat sub stăpânirea arhiepiscopilor de Köln, în vreme ce contele Bernard de Anhalt din Casa de Ascania a primit titlul ducal de Saxonia, ca Bernard al III-lea. Din acel moment, numele de Angria a fost ignorat. În secolul al XIII-lea, zona centrală a Weserului a devenit nucleul comitatului de Hoya, care în 1582 a fost moștenit de către Casa de Braunschweig-Lüneburg.